# Vidkun Quisling
Vidkun Abraham Lauritz Jonssøn Quisling (ur. 18 lipca 1887 w Fyresdal, zm. 24 października 1945 w Oslo) – norweski wojskowy i faszystowski działacz polityczny, przywódca konserwatywnej, a następnie faszystowskiej partii Nasjonal Samling (NS), dwukrotny premier Norwegii, kolaborant podczas II wojny światowej.

## Życiorys

### Pochodzenie i wykształcenie
Był synem pastora ewangelickiego Kościoła Norwegii.
Ukończył renomowaną szkołę wyższą Latinskole w Skien, a w 1911 ukończył w Oslo Krigsskolen, akademię wojskową, z najwyższą lokatą. W armii norweskiej doszedł do stopnia majora.

### Kariera dyplomatyczna w ZSRR
Został attaché wojskowym w ambasadzie norweskiej w Piotrogrodzie. W I połowie lat 20., podczas klęski nieurodzaju na Powołżu w RSFRR, współpracował z podróżnikiem Fridtjofem Nansenem, organizując pomoc humanitarną. Za reprezentowanie tam interesów brytyjskich, po zerwaniu kontaktów dyplomatycznych między rządami brytyjskim i sowieckim, został odznaczony Orderem Imperium Brytyjskiego. Był zafascynowany skutecznością rządów bolszewickich. W latach 1927–1929 był dyplomatą w Moskwie.

### Partia faszystowska
Po powrocie do kraju związał się z Partią Pracy, która należała wówczas do Kominternu. Jednakże jego radykalne pomysły, np. zorganizowania paramilitarnej Gwardii Czerwonej, nie cieszyły się ufnością przywódców partii, którzy ostatecznie zerwali z nim kontakty. Spowodowało to całkowitą zmianę w poglądach V. Quislinga, kierując go coraz bardziej ku faszyzmowi.
W 1931 został ministrem obrony w rządach Partii Chłopskiej, najpierw w rządzie Pedara Kolstada, a następnie Jensa Hunseida, sprawując ten urząd do 1933. W dniu święta narodowego Norwegii, 17 maja tego roku, wraz z prawnikiem Johanem Bernhardem Hjortem założył konserwatywną partię Nasjonal Samling (Narodowa Jedność). Od 1935 roku partia przyjęła program zbliżony do nazizmu.
Pełnił w niej rolę wodza (Fører), analogicznie do niemieckiego Führera. NS uzyskała niewielkie poparcie społeczne, zdobywając w kolejnych wyborach parlamentarnych w 1933 i 1936 2% głosów. Dostała też pewne wsparcie od Norweskiego Związku Rolniczego, w którym V. Quisling miał duże znajomości z czasów ministrowania.
W tej sytuacji przywódca NS postanowił postawić na NSDAP Adolfa Hitlera. Było to tym łatwiejsze, że od 1933 utrzymywał kontakty z Alfredem Rosenbergiem, z którym omawiał m.in. sprawę utworzenia „Wielkiego Imperium Nordyckiego”. Program i struktura organizacyjna NS upodobniły się do NSDAP. Pojawiły się też silne akcenty antysemickie. Doprowadziło to do utraty przez nią poparcia ze strony kręgów kościelnych. Partia stawała się coraz bardziej ekstremistyczna. Jej liczebność na przełomie lat 30. i 40. wynosiła ok. 2 tys. członków.
W 1936 Quisling ogłosił ideę powołania Ligi Narodów Nordyckich, w skład której miałyby wejść – oprócz Norwegii – pozostałe państwa skandynawskie, Wielka Brytania i Niemcy. W czerwcu 1939 r. wziął udział w odbywającym się w Lubece kongresie Towarzystwa Nordyckiego.
Pragnąc uniknąć wplątania Norwegii w wojnę, jeszcze 11 października tego roku apelował do premiera brytyjskiego Neville’a Chamberlaina, o ratowanie pokoju w Europie przez wystąpienie z inicjatywą zwołania ogólnoeuropejskiego kongresu, którego zadaniem miałoby być wypracowanie europejskiej konstytucji dla Wspólnoty Narodów Europejskich, poddanej następnie pod referendum w każdym kraju.

### Kolaboracja z III Rzeszą

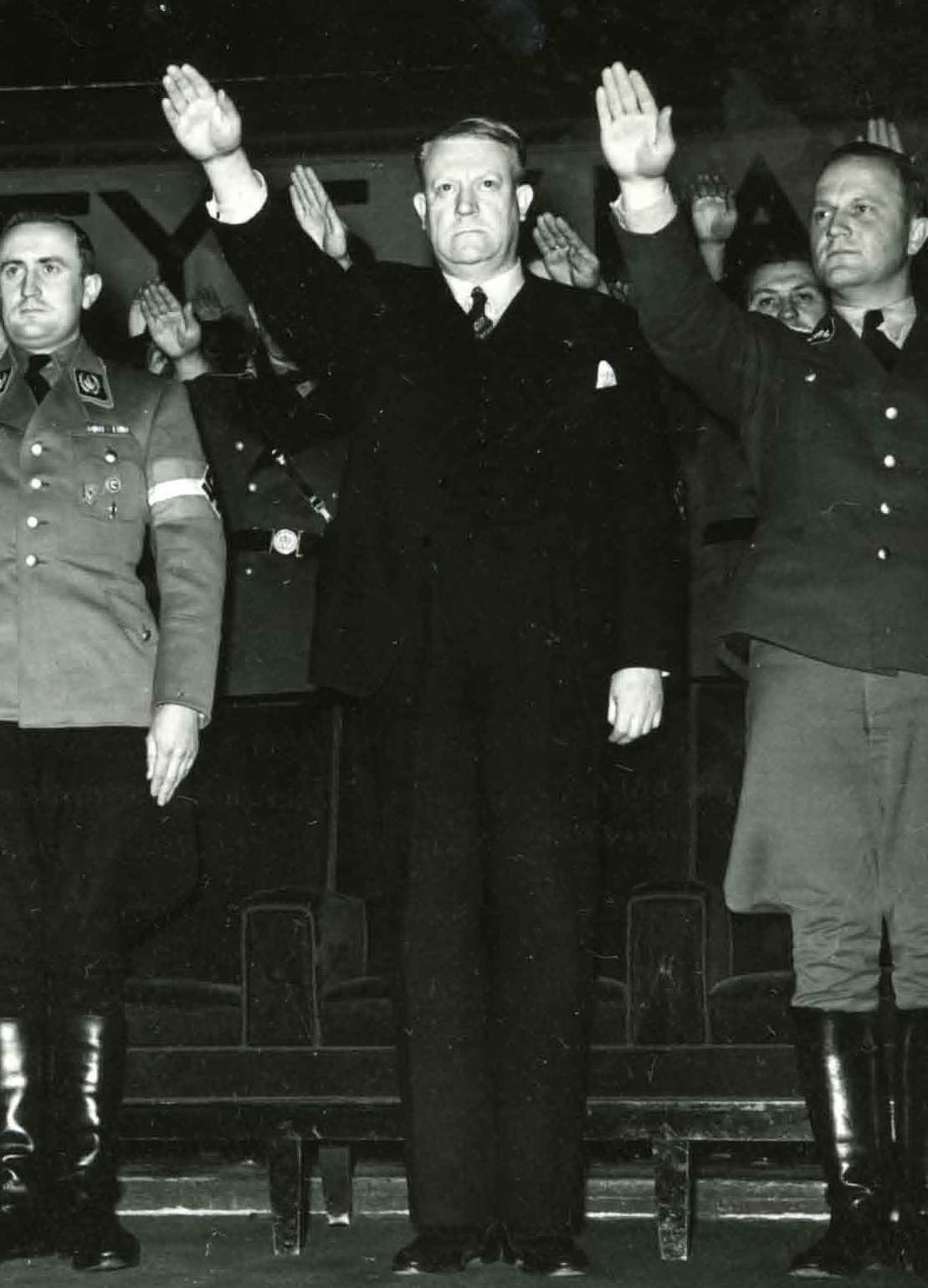
Vidkun Quisling, 1942

W połowie grudnia został za namową admirała Ericha Raedera, obawiającego się zajęcia Norwegii przez Francuzów i Brytyjczyków, przyjęty przez Hitlera, który zaproponował mu współpracę. Przywódca NS namawiał Hitlera do uregulowania stosunków pomiędzy obu państwami oraz rozlokowania wojsk niemieckich w Oslo i innych większych miastach Norwegii, obiecując wsparcie swojej partii i zorganizowanie puczu wojskowego. Według niektórych historyków nie namawiał jednak do agresji na Norwegię, gdyż rozmowa dotyczyła jedynie reakcji na możliwy scenariusz brytyjsko-francuskiego desantu w Norwegii.
W styczniu 1940 NS otrzymało od Niemców 200 tys. marek na rozwój i działalność propagandową. 9 kwietnia tego roku rozpoczęła się niemiecka inwazja na Norwegię (operacja Weserübung). Jeszcze tego samego dnia V. Quisling wystąpił w radio, obwołując się premierem „rządu narodowego” i wzywając rodaków do zaprzestania oporu. Norwegowie pozostali jednak wierni legalnemu rządowi i królowi Haakonowi VII. Zburzyło to plany Niemców mianowania Quislinga premierem rządu marionetkowego dopiero po opanowaniu całego kraju. Pokazało też brak poparcia społecznego dla jego partii. W tej sytuacji już 14 kwietnia V. Quisling został zmuszony do zlikwidowania swojej akcji, zaś w okupowanej Norwegii rządy objął jako Komisarz Generalny Josef Terboven, bezpośrednio podległy Hitlerowi.
Quisling został wezwany do Berlina, lecz dzięki A. Rosenbergowi powrócił do kraju 16 sierpnia. Odtąd NS została uznana za jedyną legalną partię, a 9 jej członków (lecz bez V. Quislinga) uzyskało teki w mianowanej przez Niemców Radzie Komisarzy Ministerialnych. Dopiero 1 lutego 1942 r. V. Quisling został premierem marionetkowego rządu kolaboracyjnego, składającego się z działaczy NS, jednak bez realnej władzy, pozostającej w rękach Komisarza Rzeszy. Na spotkaniu z Hitlerem 13 lutego tego roku nie zdołał osiągnąć żadnego ze swoich postulatów, tj. zawarcia układu pokojowego, reaktywowania armii norweskiej, a tym bardziej planu utworzenia Związku Narodów Nordyckich – pod przewodnictwem Rzeszy, ale z pełną niepodległością Norwegii i innych państw. Hitler potwierdził jedynie jego tytuł Førera narodu norweskiego.

### Proces i egzekucja

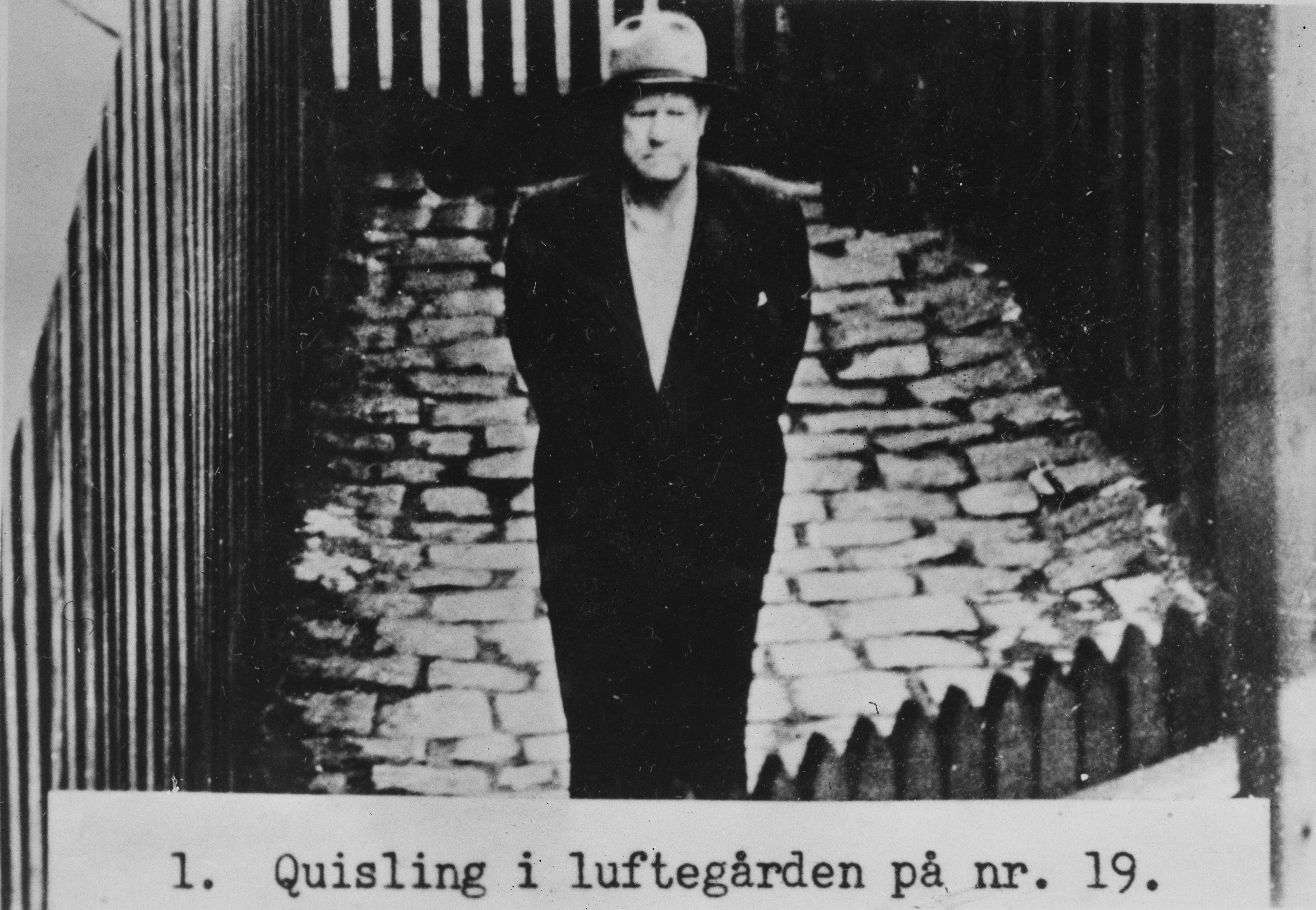
Quisling po aresztowaniu, 1945

Pod koniec wojny wierzył jeszcze, że norweski rząd emigracyjny przyjmie jego ofertę przekazania władzy. Jednak samobójstwo Hitlera i bezwarunkowa kapitulacja Niemiec pogrzebały jego nadzieje. Chociaż miał możliwość ucieczki, pozostał, wyobrażając sobie, że rozpocznie nowe życie idąc w ślady ojca, będąc pastorem w swojej rodzinnej gminie.
Był współodpowiedzialny za terror i deportacje Norwegów, w tym narodowości żydowskiej, do obozów koncentracyjnych. Po niemieckiej kapitulacji został pojmany w Oslo przez żołnierzy norweskiego ruchu oporu. W procesie wydano na niego wyrok śmierci, który wykonano przez rozstrzelanie 24 października tego roku w fortecy Akerhus.
Jego nazwisko stało się synonimem i symbolem przywódcy podbitego państwa, kolaborującego z hitlerowskimi Niemcami. Powstał też termin „quislingizm” na oznaczenie aktywnej kolaboracji.

## Życie prywatne
Dwukrotnie się ożenił, najpierw w 1922 w Rydze z młodszą o kilkanaście lat Rosjanką Aleksandrą (Aksją) Woronin (1905–1999), a po roku z nieco od niej starszą Ukrainką Marią Pasecznikową (1900-1980). Oficjalnych dokumentów tego drugiego małżeństwa nie odnaleziono. Maria zamieszkała z nim w Oslo, przebywając tam także po śmierci męża. Małżeństwo z Aksją, którą wcześniej przedstawiał jako adoptowaną córkę, rozpadło się po kilku latach.